# Lycaenesthes bengalensis
Lycaenesthes bengalensis är en fjärilsart som beskrevs av Moore 1865. Lycaenesthes bengalensis ingår i släktet Lycaenesthes och familjen juvelvingar. Inga underarter finns listade i Catalogue of Life.